# Pelargoderus bipunctatus
Pelargoderus bipunctatus är en skalbaggsart som först beskrevs av Johan Wilhelm Dalman 1817.  Pelargoderus bipunctatus ingår i släktet Pelargoderus och familjen långhorningar. Inga underarter finns listade i Catalogue of Life.